# MARK'E MUSIC MODE
『MARK'E MUSIC MODE』（マーキー・ミュージックモード）は、2010年4月5日からFM COCOLOで放送されているラジオ番組。

## 概要
関西を代表するDJのマーキーが30年のDJ活動を基盤に送るアクティヴなミュージックプログラム。マーキーの周りに集まる人やものをユニークな目線で切り取り紹介するほか、思わず口ずさむ洋楽や邦楽の幅広い選曲と共にウィーク・デーの夕方を演出する。
かつては梅田タワースタジオ（タワーレコード梅田大阪マルビル店内）からの公開生放送であったが、新型コロナウイルスの感染拡大を受けFM COCOLOスタジオからの生放送に変更。2022年1月19日にはタワーレコード梅田大阪マルビル店が閉店し、タワースタジオからの放送は終了となった。

## 放送時間
- 月 - 木曜日 15:00 - 18:00（2025年4月1日 - ）[4]

### 過去の放送時間
- 月 - 木曜日 17:00 - 20:00（2010年4月5日 - 2025年3月31日）

（2017年10月から2020年9月は、19:43までの放送）

## DJ
- マーキー（2010年4月5日 - ）

## 主なコーナー
- 19:00 - Daiwa House 4D SOUNDS
- 月曜日
  - YOU GOTTA JAZZ
  - 月曜なのに歌謡曲
  - あんたが選びなはれ！
- 火曜日
  - 潜水リクエスト
  - トンネルBABY
- 水曜日
  - YOU GOTTA FOLK
  - マーキー劇場
- 木曜日
  - YOU GOTTA DANCE
  - この曲を聴けばあの人の顔が浮かぶリクエスト
  - 満天！テレスコープ